# 利比亚—委内瑞拉关系
利比亚—委内瑞拉关系在卡扎菲时期较为密切，这与两国共同的反美价值观有关。

## 历史
2001年，委内瑞拉总统乌戈·查韦斯首次访问利比亚，此行是应穆阿迈尔·卡扎菲在1999年发出的个人邀请。在这次短暂的访问中，两位领导人讨论了国际局势、油价下跌以及OPEC的产量问题。反对党“争取社会主义运动”领导人费利佩·穆希卡指责查韦斯隐瞒了这次前往利比亚的行程，因为查韦斯对外只称其为欧洲和非洲之行。2004年，卡扎菲在的黎波里授予查韦斯“卡扎菲国际人权奖”，查韦斯称其为“朋友和兄弟”，并表示他们“拥有共同的社会观”。在2006年查韦斯的第三次访问中，两国签署了一项经济和文化合作的全面合作协议，查韦斯呼吁共同反对“美国霸权”。2003年，委内瑞拉前驻利比亚大使胡里奥·塞萨尔·皮内达表示，查韦斯在访问利比亚后正在“与恐怖主义国家协调一项反美战略”。当时利比亚正试图修复与美国的关系，而查韦斯则将自己定位为南美地区反对布什政府的领军人物。

## 利比亚内战期间
自2011年利比亚内战爆发以来，查韦斯一直公开支持卡扎菲，并提出愿意在卡扎菲与反对派之间进行调解。查韦斯提出了成立一个国际委员会，以寻求对利比亚内部冲突的协商和平解决方案，但该方案不包括卡扎菲下台的倡议。在卡扎菲被杀害后，查韦斯发表声明称：“我们一生都会铭记卡扎菲，他是一位伟大的斗士、革命者和烈士。他们是谋杀了他，这是又一起暴行。”查韦斯称还卡扎菲为“烈士”，并表示“利比亚的故事才刚刚开始”并且“美帝国（……）将无法主宰这个世界。”。

## 经贸关系
在利比亚内战前的2010年，查韦斯宣布政府将与利比亚设立一个10亿美元的联合基金，用于资助两国共同开展的项目。